# Домінго Бургеньйо (стадіон)
Естадіо Домінго Бургеньйо (ісп. Estadio Domingo Burgueño) — футбольний стадіон в уругвайському місті Мальдонадо. На стадіоні виступає клуб «Депортіво Мальдонадо», який виступав в 1999—2006 роках у Вищому дивізіоні чемпіонату Уругваю.
Стадіон є основною частиною спортивного комплексу Мальдонадо (Campus Municipal de Maldonado) і названий на честь політика та міського чиновника Домінго Бургеньйо Мігеля (1921—1998).

## Історія
Стадіон був відкритий в 1944 році, в 1994 році був істотно реконструйований і розширений перед Кубком Америки 1995 року, який пройшов в Уругваї і закінчився перемогою господарів. З усіх провінційних стадіонів, поліпшених до цього турніру, «Домінго Бургеньйо» став найуспішнішою ареною — тут збірна Уругваю в 1997—2000 рр. провела два товариські матчі і гру відбіркового турніру до чемпіонату світу 1998 року. На момент реконструкції, стадіон вміщував 25 тис. Глядачів. Згодом же місткість зменшена до 20 тис. На Кубку Америки була зафіксована вкрай низька відвідуваність, в тому числі на матч групового етапу Мексика — Венесуела прийшло лише 700 глядачів.

## Матчі збірної Уругваю
- 16 листопада 1997. Відбірковий турнір до ЧС 1998. Уругвай — Еквадор — 5:3
- 17 листопада 1999. Товариський матч. Уругвай — Парагвай — 0: 1
- 17 лютого 2000. Товариський матч. Уругвай — Угорщина — 2: 0[3]

## Великі турніри
- Кубок Америки 1995. Три з шести матчів групи B пройшли на «Домінго Бургеньйо», інші ігри пройшли на Сентенаріо. Також на «Домінго Бургеньйо» пройшов один з півфіналів та матч за третє місце[4].
- Чемпіонат Південної Америки для гравців не старше 17 років 1999 року
- Чемпіонат Південної Америки для гравців не старше 20 років 2003 і 2015 років.
- Чемпіонат Південної Америки по Регбі-7 2008 року